# 교통캐스터
교통캐스터(traffic casler)는 방송국에서 교통 담당을 주 임무로 하는 직업이다.

## 교육 기관 및 되는 법
- 방송아카데미, 아나운서 전문 교육학원이나 각 방송사별 공채 시기를 공략, 시기별 모집 공고에 주목할 수 있다.

## 같이 보기
- 한국도로공사
- 도로교통공단
- 교통방송
- 한국교통방송